# IMAX

Logotyp formatu

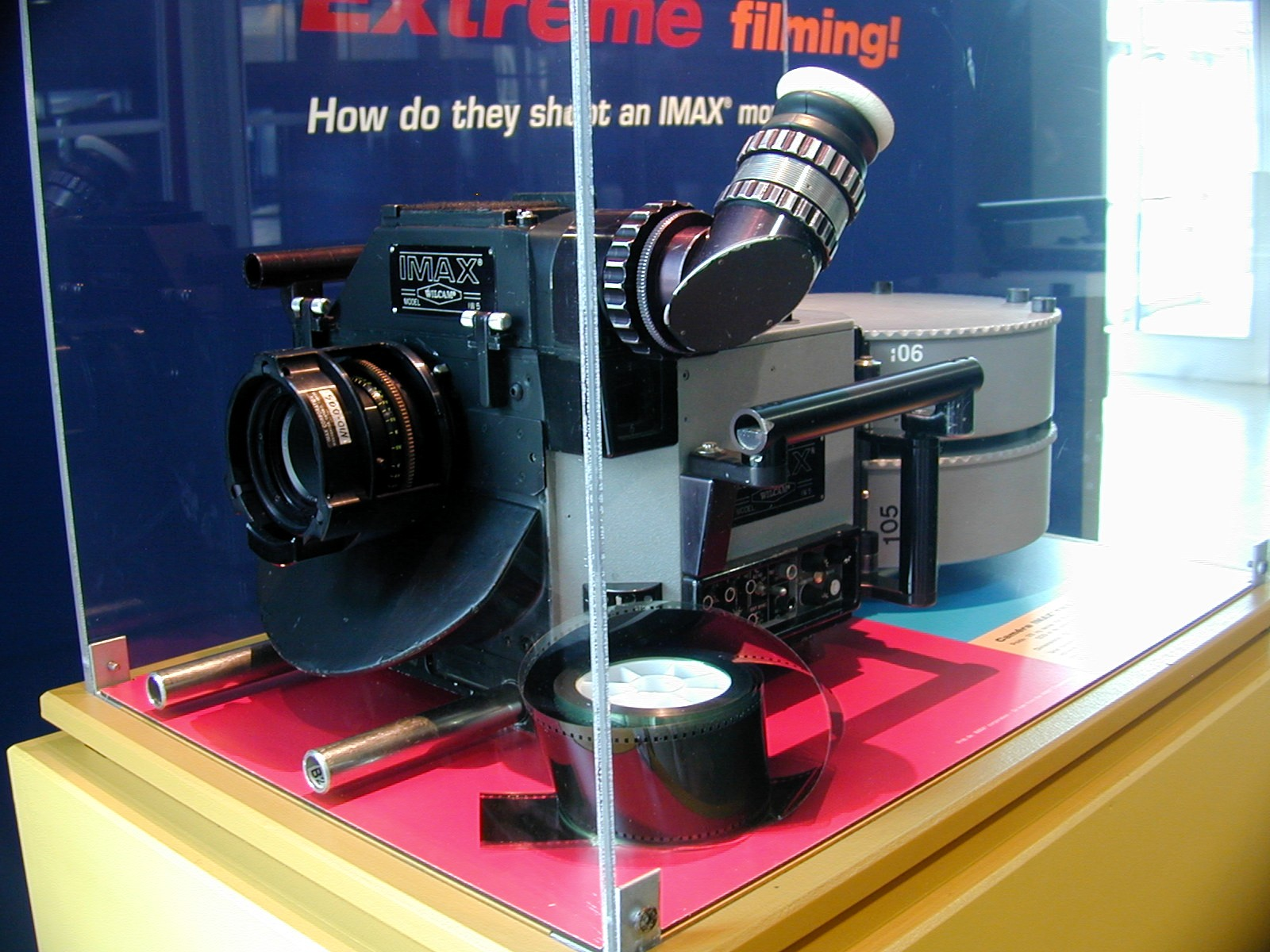
Kamera systemu IMAX i rolka filmu 70 mm

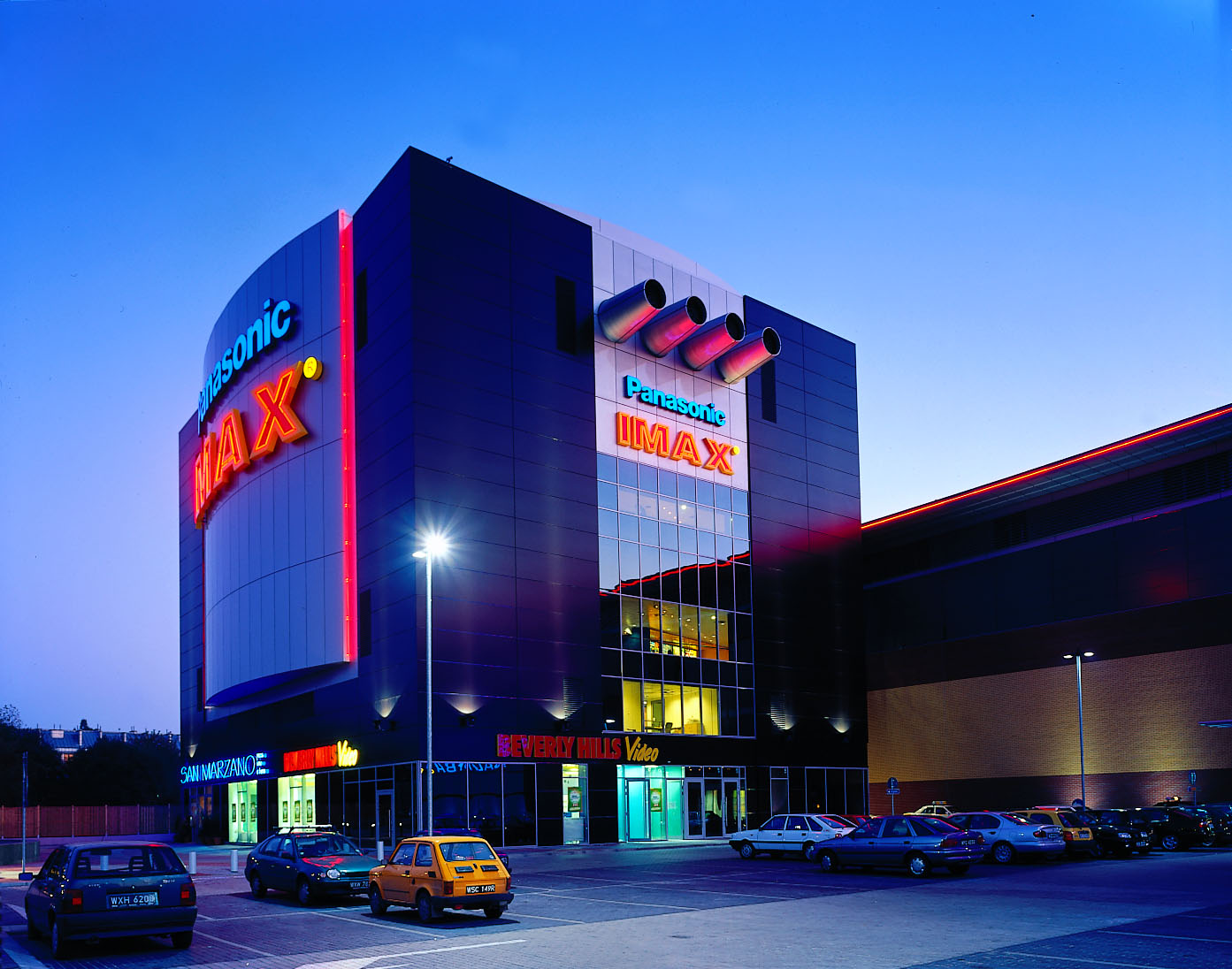
Kino w Warszawie

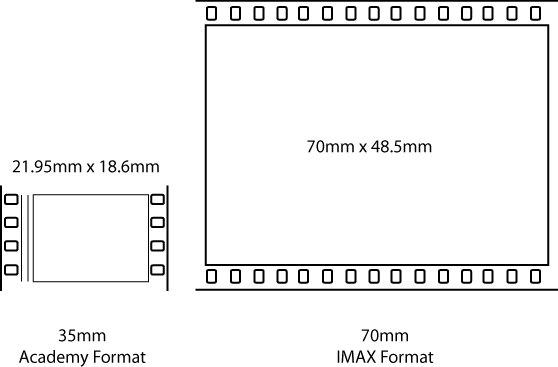
Porównanie klatek filmu tradycyjnego (35 mm) oraz IMAX (70 mm)

IMAX – jeden z alternatywnych systemów kinowych używanych w przemyśle filmowym. Taśma filmowa IMAX znacznie różni się od tradycyjnej – powierzchnia użytkowa ma szerokość 48,5 mm i wysokość 70 mm, stąd obraz ma proporcje 1,44:1. Kadr jest ustawiony poziomo, a nie pionowo, jak na taśmie filmowej 35 mm.
Dzięki wielkości klatki obraz może być wyświetlany na ogromnym ekranie. Typowy ekran w kinie IMAX ma wymiary 22 m × 16,1 m. Największe ekrany na świecie mają ponad 30 metrów wysokości oraz 43 metry szerokości, a ekrany IMAX w Polsce mają 24 metry szerokości i 18 metrów wysokości.
Kina IMAX wyposażone są w kilka typów projektorów. Najpopularniejszy jest projektor z dwoma obiektywami, z którego jednocześnie wyświetlane są dwa obrazy przesunięte względem siebie. Istnieją również tańsze systemy, w których obraz jest wyświetlany z dwóch mniejszych projektorów. Moc lamp ksenonowych w systemie IMAX waha się między 15 kW (jeden projektor – dwa obiektywy) a 7 kW (dwa projektory). W 2000 roku IMAX wprowadził także pomniejszoną wersję projektora z dwoma obiektywami, w pełni zautomatyzowany projektor umożliwiający projekcję filmu 3D na zwykłej wielkości ekranach. Na jednym ekranie wyświetlane są naraz dwa filmy. Światło z każdego z projektorów jest spolaryzowane prostopadle względem drugiego. Jeżeli widzowie założą specjalne okulary z filtrami polaryzacyjnymi, to pojawia się wrażenie widzenia stereoskopowego. Wrażenie jest jeszcze pogłębione dzięki ogromnym ekranom, które obejmują całe pole widzenia. Projekcji towarzyszy wysokiej jakości dźwięk przestrzenny. Od roku 2008 Imax wprowadza także projektory cyfrowe.
Wytworzenie filmu mogącego wywołać efekt widzenia stereoskopowego jest bardzo kosztowne. Kamery IMAX są bardzo ciężkie i hałaśliwe. Ogromna grubość taśmy powoduje, że nie można kręcić dłużej niż kilkanaście minut, ponieważ kończy się taśma filmowa. W efekcie powstało w tej technologii niewiele fabularnych filmów trójwymiarowych. Częściej kręcone są filmy popularnonaukowe o dużych walorach edukacyjnych. Kamera IMAX była na pokładzie Międzynarodowej Stacji Kosmicznej oraz promu kosmicznego (w wyniku czego powstał film IMAX Space Station, 2005), w głębinach oceanów oraz w podmorskim lesie.
Pierwszym filmem zrealizowanym w technologii IMAX był krótkometrażowy Tora no ko, którego premiera odbyła się 15 marca 1970 roku podczas targów Expo ’70 w Osace. Z kolei pierwszym pełnometrażowym filmem fabularnym zrealizowanym w całości w tej technologii – Transformers: Wiek zagłady z 2014 roku.
W Polsce znajduje się sześć sal kinowych IMAX. Licencjonowanym operatorem jest spółka Cinema City. Sponsorem tytularnym jest aktualnie Bank BNP Paribas.